# Сан-Барнабе (Алмодовар)
Сан-Барнабе (порт.  São Barnabé) - фрегезия (район) в муниципалитете Алмодовар округа Бежа в Португалии. Территория – 140,64 км². Население – 791 жителей. Плотность населения – 5,6 чел/км².